# Ich weiß, was du letzten Sommer getan hast (Fernsehserie)
Ich weiß, was du letzten Sommer getan hast (Originaltitel: I Know What You Did Last Summer) ist eine US-amerikanische Fernsehserie, die seit Oktober 2021 auf dem Streamingdienst Prime Video zu sehen ist. Die Serie basiert auf dem gleichnamigen Roman von Lois Duncan und der Horrorfilm-Reihe Ich weiß, was du letzten Sommer getan hast (1997). Die Serie folgt einer Gruppe von Freunden, die ein Jahr nach der Vertuschung eines Autounfalls, bei dem sie jemanden getötet haben, von einem brutalen Mörder verfolgt werden. Die acht Folgen umfassende erste Staffel der Serie wurde vom 15. Oktober bis zum 12. November 2021 weltweit auf Prime Video veröffentlicht.
Im Januar 2022 wurde die Serie nach einer Staffel eingestellt.

## Handlung
Lennon und Allison sind Zwillingsschwestern, aber grundverschieden. Während Allison schüchtern und zurückgezogen lebt, ist ihre Schwester Lennon ein drogensüchtiges Partygirl und lässt nichts anbrennen. So schläft sie auf einer Party mit Allisons Schwarm Dylan, um ihre Schwester zu ärgern. Dabei kommt es zum Streit zwischen den Schwestern. Als bei der Party die Polizei auftaucht, trennen sich die Wege der Schwestern: Lennon verschwindet und Allison will mit dem Auto flüchten. Da sie die Jacke ihrer eineiigen Schwester trägt und ihr Markenzeichen – die Kette ihrer verstorbenen Mutter – zuvor ihrer Schwester Lennon überlassen hat, wird Allison von Clique Johnny, Margot, Dylan und Riley fälschlicherweise für Lennon gehalten. Allison klärt dieses Missverständnis nicht auf. Auf der Fahrt nach Hause kommt es dann zu einem Unfall, bei dem Allison versehentlich ihre Schwester Lennon überfährt. Die Freunde im Auto glauben zu diesem Zeitpunkt weiterhin daran, dass in Wahrheit Allison das Opfer ist und Lennon am Steuer saß. Von Margo lassen sich die Freunde überzeugen, dass ein Geständnis die vermeintliche Allison auch nicht zurückbringen würde, und so beschließen sie kurzerhand, ihre Leiche in einer Höhle abzulegen, wo die Flut sie irgendwann fortspülen wird. Die Höhle hat eine tragische Bedeutung für die Zwillingsschwestern, nachdem sich dort einst eine Sekte das Leben genommen hat, zu der auch die gemeinsame Mutter gehörte.
Allison kehrt nach der Vertuschung nach Hause zurück und weiht ihren Vater in den Vorfall ein. Sie offenbart ihm, dass sie sich der Polizei stellen will, doch er ist nicht bereit, beide Töchter zu verlieren. Ihr Vater ermutigt sie schließlich dazu, sich weiterhin als Lennon auszugeben und es mittels Abschiedsbrief so zu inszenieren, dass eine wütende Allison von zu Hause abgehauen ist. Etwaige Beweise lassen die beiden verschwinden, indem sie sie auf dem Grundstück in einer Hütte vergraben. Allison nimmt schließlich die Identität ihrer toten Schwester an und hält die Lüge weiterhin aufrecht.
Ein Jahr später kehrt Allison – die sich weiterhin als Lennon ausgibt – vom College zurück nach Hause. Die Freundesgruppe erhält mysteriöse Handy-Nachrichten von der vermeintlich toten Allison. Anfangs sind es nur Drohungen, doch dann werden die Teenager von einem unbekannten maskierten Mörder gejagt, der weiß, was im letzten Sommer geschehen ist und dafür Rache nimmt.

## Produktion und Ausstrahlung
Im Juli 2019 gaben Amazon Studios bekannt, dass sie an einer Fernsehserie basierend auf dem Roman Ich weiß, was du letzten Sommer getan hast von Lois Duncan arbeiten. Im Oktober desselben Jahres wurde eine erste Staffel der Serie bestellt. Die Hauptrollen wurden mit Madison Iseman, Bill Heck und weiteren Newcomern besetzt. Die Dreharbeiten begannen im Januar 2021 in Oʻahu, Hawaii.
Die Serie hatte am 15. Oktober 2021 auf Prime Video Premiere, wobei die ersten vier Folgen an diesem Tag sofort verfügbar waren und die restlichen vier im Wochenrhythmus bis zum 12. November 2021 erschienen.

## Besetzung und Synchronisation
Für die deutsche Synchronisation ist für die Dialogregie Patrick Bach und für das Dialogbuch Kerstin Draeger verantwortlich.
| Rolle                        | Schauspieler       | Synchronsprecher      |
| Hauptrollen                  | Hauptrollen        | Hauptrollen           |
| ---------------------------- | ------------------ | --------------------- |
| Lennon Grant / Allison Grant | Madison Iseman     | Maria Wardzinska      |
| Bruce Grant                  | Bill Heck          | Nicolas König         |
| Margot Gilbert               | Brianne Tju        | Franciska Friede      |
| Dylan                        | Ezekiel Goodman    | Brian Sommer          |
| Riley Thacker                | Ashley Moore       | Manuela Bäcker        |
| Johnny                       | Sebastian Amoruso  | Flemming Stein        |
| Lyla                         | Fiona Rene         | Kristina von Weltzien |
| Courtney                     | Cassie Beck        | Kerstin Draeger       |
| Clara                        | Brooke Bloom       |                       |
| Nebenrollen                  |                    |                       |
| Mel Gilbert                  | Sonya Balmores     | Nadine Schreier       |
| Dale                         | Spencer Sutherland | Daniel Schütter       |
| Kelly Craft                  | Chrissie Fit       |                       |
| Carl Gilbert                 | Eddie Kaulukukui   | Johannes Semm         |

## Episodenliste
| Nr. | Deutscher Titel       | Originaltitel                           | Erstausstrahlung (USA) | Deutschsprachige Erstveröffentlichung (D/A/CH) | Regie                  | Drehbuch                   |
| --- | --------------------- | --------------------------------------- | ---------------------- | ---------------------------------------------- | ---------------------- | -------------------------- |
| 1   | Zwillingsschwestern   | It’s Thursday                           | 15. Okt. 2021          | 15. Okt. 2021                                  | Craig William Macneill | Shay Hatten & Sara Goodman |
| 2   | Lügen und Geheimnisse | It’s Not Just For Dogshit               | 15. Okt. 2021          | 15. Okt. 2021                                  | Craig William Macneill | Sara Goodman               |
| 3   | Kopflos               | A Gorilla Head Will Not Do              | 15. Okt. 2021          | 15. Okt. 2021                                  | Logan Kibens           | Johanna Stokes             |
| 4   | Bestattung            | Hot Shrimp Salad                        | 15. Okt. 2021          | 15. Okt. 2021                                  | Logan Kibens           | Phoebe Fisher              |
| 5   | Spinnen               | Mukbang                                 | 22. Okt. 2021          | 22. Okt. 2021                                  | Benjamin Semanoff      | Gary Tieche                |
| 6   | Überlebenskampf       | Least You Had A Spare                   | 29. Okt. 2021          | 29. Okt. 2021                                  | Benjamin Semanoff      | Lana Cho                   |
| 7   | Honig                 | If Only Dogs Could Talk                 | 5. Nov. 2021           | 5. Nov. 2021                                   | Logan Kibens           | Chaconne Martin-Berkowicz  |
| 8   | Erlösung              | Your Next Life Could Be So Much Happier | 12. Nov. 2021          | 12. Nov. 2021                                  | Logan Kibens           | Sara Goodman               |